# Astragalus expetitus
Astragalus expetitus es una especie de planta del género Astragalus, de la familia de las leguminosas, orden Fabales.

## Distribución
Astragalus expetitus se distribuye por Irán y Turquía.

## Taxonomía
Fue descrita científicamente por A. A. Maassoumi. Fue publicado en Iranian Journal of Botany 6(2): 204 (1994).